# Puntate di Band of Brothers - Fratelli al fronte
Le dieci puntate della miniserie televisiva Band of Brothers - Fratelli al fronte sono andate in onda in prima visione negli Stati Uniti sul canale televisivo HBO dal 9 settembre al 4 novembre 2001. In Italia, le puntate sono state trasmesse per la prima volta su Rete 4 dal 16 gennaio al 14 febbraio 2003.
| nº | Titolo originale   | Titolo italiano          | Prima TV USA      | Prima TV Italia  |
| -- | ------------------ | ------------------------ | ----------------- | ---------------- |
| 1  | Currahee           | L'inizio                 | 9 settembre 2001  | 16 gennaio 2003  |
| 2  | Day of Days        | D-Day                    | 9 settembre 2001  | 16 gennaio 2003  |
| 3  | Carentan           | Assalto a Carentan       | 16 settembre 2001 | 24 gennaio 2003  |
| 4  | Replacements       | Operazione Market-Garden | 23 settembre 2001 | 24 gennaio 2003  |
| 5  | Crossroads         | Punto cruciale           | 30 settembre 2001 | 31 gennaio 2003  |
| 6  | Bastogne           | Bastogne                 | 7 ottobre 2001    | 31 gennaio 2003  |
| 7  | The Breaking Point | Punto di rottura         | 14 ottobre 2001   | 7 febbraio 2003  |
| 8  | The Last Patrol    | Missione maledetta       | 21 ottobre 2001   | 7 febbraio 2003  |
| 9  | Why We Fight       | La tragica scoperta      | 28 ottobre 2001   | 14 febbraio 2003 |
| 10 | Points             | Il nido delle aquile     | 4 novembre 2001   | 14 febbraio 2003 |

## L'inizio
- Titolo originale: Currahee
- Diretta da: Phil Alden Robinson
- Scritta da: Erik Jendresen e Tom Hanks

### Trama
Nel luglio 1942 la Compagnia Easy, sotto il comando del tenente Herbert Sobel, viene addestrata a Camp Toccoa, in Georgia. Il comandante Sobel, con i suoi modi tirannici e talvolta con le sue punizioni insensate e sproporzionate, è odiato dai suoi uomini, ad eccezione del sottotenente Richard "Dick" Winters, comandante del 2º Plotone della compagnia e persona decisamente più umana di Sobel, promosso nel frattempo capitano. Nel settembre 1943 la compagnia, a bordo del transatlantico RMS Samaria, viene spedita di guarnigione nel villaggio di Aldbourne, in Inghilterra, e, dopo un addestramento supplementare, si prepara a partecipare al D-Day previsto per l'anno seguente.
Winters viene promosso tenente e l'invidia che Sobel nutre nei suoi confronti cresce ancora di più, al punto che lo punisce in maniera immotivata, spingendo i sottufficiali della compagnia a firmare una sorta di lettera di diserzione pur di non restare sotto il comando del capitano. A causa della sua incapacità di reagire lucidamente in combattimento, come viene puntualizzato in più azioni di addestramento, viene destinato al comando di un'altra compagnia, venendo sostituito dal tenente Thomas Meehan della Compagnia Baker. Sobel viene assegnato alla scuola paracadutisti di Chilton Foliat, dove viene addestrato personale di seconda linea, come medici o cappellani militari.
La puntata è per la maggior parte ripresa in flashback, tramite i ricordi del tenente Winters poco prima del lancio per l'invasione dell'Europa, e si ha la possibilità di conoscere alcuni dei personaggi della serie, come Sobel, il tenente Lewis Nixon, il sergente Carwood Lipton ed altri componenti, oltre al protagonista.

## D-Day
- Titolo originale: Day of Days
- Diretta da: Richard Loncraine
- Scritta da: John Orloff

### Trama
La Compagnia Easy, in seguito agli errati lanci del D-Day, si ritrova sparsa per tutta la Normandia, ma a gruppetti cerca di conquistare il punto di riunione, Sainte-Marie-du-Mont. A causa della perdita del tenente Meehan, esploso nel suo C-47 con tutti i componenti del gruppo di comando, il tenente Winters è il nuovo comandante. Assieme ad Hall, della Compagnia Able, ad alcuni suoi soldati e ad altri dell'82ª Divisione Aviotrasportata riesce a raggiungere il suo obiettivo. In seguito guida pochi elementi della sua compagnia alla conquista di una batteria di cannoni da 105 mm (creduti 88) dell'esercito tedesco nel combattimento di Brécourt-Manor. Anche questa puntata ha come protagonista il tenente Winters, ma introduce più dettagliatamente personaggi come Bill Guarnere, Donald Malarkey, il tenente Lynn "Buck" Compton ed il tenente Ronald Speirs, della Compagnia Dog.

## Assalto a Carentan
- Titolo originale: Carentan
- Diretta da: Mikael Salomon
- Scritta da: E. Max Frye

### Trama
La Compagnia Easy ha il compito di conquistare il villaggio francese di Carentan, centro delle truppe naziste nella zona, e di tenere la posizione. La vicenda è narrata seguendo principalmente il personaggio del soldato Albert Blithe, che, dopo aver raggiunto gli altri membri della compagnia, durante le azioni successive soffre di attacchi di panico culminanti in una cecità isterica temporanea. Durante la puntata ci sono due combattimenti principali, il primo in città ed il secondo appena fuori Carentan, in cui vengono mostrate le prime buche e le prime trincee della serie durante il contrattacco tedesco sulla Collina 30 (o Gola di Sangue). Vengono introdotti meglio i personaggi di Albert Blithe (che uscirà dalla serie al termine della puntata, dopo esser stato ferito al collo da un cecchino), del tenente Harry Welsh ed ancora del tenente Speirs, reso temibile da alcune storie collegate ai fatti del D-Day.

## Operazione Market-Garden
- Titolo originale: Replacements
- Diretta da: David Nutter
- Scritta da: Graham Yost e Bruce C. McKenna

### Trama
In seguito ai primi sanguinosi scontri, alla compagnia si aggiungono le riserve, trattate talvolta superficialmente dai veterani del D-Day. Winters, ora promosso capitano, guida il lancio nei Paesi Bassi della sua compagnia nell'Operazione Market Garden, ideata dal generale Bernard Montgomery. Dopo la liberazione della città di Eindhoven, avvenuta senza il minimo combattimento, la compagnia si muove verso Neunen (città natale di Vincent van Gogh), dove subisce la prima sconfitta sul campo, con numerose perdite soprattutto tra le riserve, ritirandosi e lasciando come disperso il sergente Denver "Bull" Randlemann, creduto morto. È parecchio rimarcata la trasformazione dei soldati tramite una progressiva disumanizzazione, in particolare col protagonista della puntata, tanto allegro e diretto inizialmente, quanto determinato e violento durante il combattimento. Il ritiro della Compagnia Easy è reso più lieve dal ritorno di Randlemann, ritrovato casualmente dagli uomini della sua squadra usciti in missione di soccorso.

## Punto cruciale
- Titolo originale: Crossroads
- Diretta da: Tom Hanks
- Scritta da: Erik Jendresen

### Trama
Le operazioni nei Paesi Bassi procedono, così come la carriera di Winters, che viene promosso comandante del 2º Battaglione dopo un'operazione in cui la Compagnia Easy annienta due intere Compagnie di SS con perdite minime. Lo stesso avviene per la carriera di Lewis Nixon, che con il grado di capitano viene nominato come S2 di battaglione, addetto ai servizi logistici. La Compagnia Easy viene passata al tenente Moose Heyliger, che porta a termine un'operazione di salvataggio di 140 Red Devils, soldati britannici radunati dalla Resistenza sull'altra sponda del Reno. Heyliger viene però ferito gravemente, per errore, da una sentinella e perde in men che non si dica il comando della Easy, che passa ad un ufficiale di rimpiazzo, il tenente Norman Dike. Dike dalla sua parte ha amicizie influenti, ma ha invece contro tutti gli uomini della compagnia, che lo ritengono incapace. La puntata si conclude con la partenza della compagnia verso le foreste delle Ardenne, dove è chiamata a proteggere il villaggio di Bastogne dagli attacchi nazisti.

## Bastogne
- Titolo originale: Bastogne
- Diretta da: David Leland
- Scritta da: Bruce C. McKenna

### Trama
La Compagnia Easy è in prima linea contro i tedeschi presso il villaggio belga di Bastogne ed affronta il nemico nella famosa offensiva delle Ardenne. L'equipaggiamento è scarso: niente vestiario invernale, poche munizioni e pochissime medicine, oltre ad un organico ridotto (a detta di Winters, il 65% del previsto). Nonostante questo la resistenza è costante da parte degli uomini della compagnia, che non riescono neppure ad essere riforniti con lanci aerei perché la nebbia impedisce la localizzazione corretta ed i tedeschi hanno sequestrato un battaglione medico. I mille problemi che i medici della compagnia devono quotidianamente affrontare vengono così notevolmente peggiorati. La vicenda è narrata seguendo principalmente il personaggio del caporale paramedico, aiutante di sanità, Eugene Roe, che pur non essendo medico chirurgo riesce ad occuparsi di tutti gli uomini, feriti od uccisi soprattutto dai bombardamenti nemici, facendo la spola con l'ospedale di Bastogne, dove conosce Renée, un'infermiera disillusa e provata dagli orrori della guerra.

## Punto di rottura
- Titolo originale: The Breaking Point
- Diretta da: David Frankel
- Scritta da: Graham Yost

### Trama
L'offensiva dei tedeschi piano piano arretra e i paracadutisti si apprestano a prendere la città belga di Foy. La vicenda è narrata dal primo sergente Carwood Lipton e vengono messe in luce le sue difficoltà (condivise dal resto degli uomini) a rapportarsi col comandante di compagnia, il tenente Norman Dike, che scompare inspiegabilmente dalla prima linea ogni qual volta i tedeschi attaccano e non ha né il polso né la competenza per prendere decisioni. Citando testualmente Lipton: "Il tenente Dike non è un cattivo ufficiale perché prende decisioni sbagliate, è un cattivo ufficiale perché non ne prende proprio".
I bombardamenti a tappeto decimano la compagnia: Joe Toy e Bill Guarnere perdono una gamba, ma entrambi sopravvivono, Skip Muck e Alex Penkala muoiono, mentre altri ancora si feriscono mortalmente come Hobbler o hanno attacchi di nervi e panico come Buck Compton. La puntata si conclude con l'assalto alla città di Foy, in cui Dike mette a repentaglio la compagnia e viene sostituito dal tenente Speirs, che diventa comandante, per la gioia dei membri della Easy. Sul finire della puntata viene annunciata da Speirs la prossima promozione ad ufficiale di Lipton, che è stato de facto il "capo della compagnia dopo che Winters è stato assegnato al battaglione".

## Missione maledetta
- Titolo originale: The Last Patrol
- Diretta da: Tony To
- Scritta da: Erik Bork e Bruce C. McKenna

### Trama
Dopo i successi della battaglia delle Ardenne, la Compagnia è stanziata nella città di Haguenau sul finire della guerra. Finalmente i soldati hanno pasti caldi, abiti e un tetto sopra la testa, ma sono cambiati, scioccati da quello che hanno visto e vissuto. Molti loro amici sono morti o feriti e portano dentro una tristezza difficile da cancellare. In questo scenario ricompare il soldato David Webster, ferito ad una gamba nei Paesi Bassi, ed è proprio dal suo punto di vista che vediamo la puntata. Pur essendo un veterano del D-Day e di Market Garden, non viene accettato dai compagni per il solo fatto di non essere scappato dall'ospedale del campo ed essere tornato con la Easy come avevano fatto molti altri, perdendosi così l'assalto a Bastogne. Insieme al tenente Jones (interpretato da Colin Hanks, figlio di Tom Hanks) viene assegnato ad un plotone scelto per andare in pattugliamento al di là del fiume con l'obiettivo di fare prigionieri.
La missione, ormai assurda in questa fase della guerra, è una doccia fredda per i componenti della pattuglia, comandata dal sergente John Martin; la missione ha successo, ma con una perdita. Il colonnello Sink, comandante del 506º Reggimento, di cui la Compagnia fa parte, decide, ancora più inspiegabilmente, di spedire gli stessi uomini in una seconda missione la notte successiva. Winters decide però di disobbedire deliberatamente all'ordine e, dopo aver dato le istruzioni ai soldati, specifica che non ha intenzione che la pattuglia metta a repentaglio la vita dei propri componenti, e che desidera che gli uomini si concedano un sonno ristoratore, per poi fargli rapporto l'indomani, affermando di non essere riusciti a fare prigionieri nel corso della missione. Tra lo stupore generale si chiudono, in pratica, le missioni in guerra della Easy. La puntata si conclude con una serie di promozioni: il tenente Jones viene promosso Primo Tenente del Reggimento e trasferito, mentre Lipton diventa Sottotenente e Winters Maggiore.

## La tragica scoperta
- Titolo originale: Why We Fight
- Diretta da: David Frankel
- Scritta da: John Orloff

### Trama
Il tempo delle grandi battaglie per la Compagnia Easy è finito, e durante il ritiro dei tedeschi i soldati alleati hanno tempo per pensare, riflettere e godersi un po' di riposo. La puntata, narrata in flashback dal punto di vista del Capitano Lewis Nixon, inizia mentre i soldati osservano gli abitanti di una cittadina ormai ridotta in macerie ricostruire quello che possono e con l'annuncio della morte di Hitler a Berlino. La guerra sta per finire, ma Nixon è ormai disilluso: è stato retrocesso al reparto S3 dell'intelligence e ha appena preso parte all'operazione Varsity con la 17ª Divisione Aviotrasportata, diventando il paracadutista con più lanci in guerra dell'esercito statunitense. Fortunatamente per lui, il suo aereo è esploso pochi secondi dopo il salto, lasciandolo tra i pochi superstiti; nel frattempo ha anche da affrontare le pratiche del divorzio che sua moglie gli spedisce dagli Stati Uniti. 
Parallelamente si evidenzia la contrapposizione di comportamento ed atteggiamento tra i veterani ed i nuovi arrivati al fronte, come il soldato Patrick O'Keefe, che vede la guerra quasi come un gioco, emozionato all'idea di dover combattere e galvanizzato dalla vittoria imminente. Il gioco finisce anche per lui quando per caso una squadra di pattuglia della Compagnia Easy scopre un campo di sterminio vicino a Landsberg, sub-campo del complesso di Dachau, dove sono rinchiusi moltissimi ebrei e dove ne sono stati uccisi ancora di più. Il maggiore Winters, arrivato sul posto, apre il cancello, liberando decine di uomini, detenuti e denutriti in mezzo a cumuli di persone morte di fame e di freddo, confermando così le voci che ormai aleggiavano da mesi: i nazisti assassinavano nei lager le persone sgradite al regime. Le forze alleate erano a conoscenza dei lavori forzati nazisti, ma la maggior parte dei soldati credeva che le voci sui campi di concentramento fossero solo propaganda statunitense per spingere i soldati a combattere, e nessuno pensava a campi di sterminio statali. 
Neppure la popolazione locale credeva che il governo tedesco avesse attuato una soluzione finale della questione ebraica: i civili non credevano nell'Olocausto, ma la situazione era simile in centinaia di campi di detenzione dell'esercito tedesco. Lo sbigottimento e l'orrore calano sui volti dei soldati, anche di quelli che pensavano di avere visto tutto. Joseph Liebgott, interprete ed a sua volta ebreo, è costretto a riferire ai prigionieri che non possono uscire dal campo cosicché i medici possano controllare accuratamente la ripresa di quei fisici talmente debilitati. Il generale Taylor proclama la legge marziale in tutta la città, in modo tale che ogni persona tra i quattordici e gli ottanta anni dia una mano a ripulire le macerie della città, veda con i propri occhi i cumuli di ebrei morti e sgomberi il lager dagli innumerevoli cadaveri ancora li ammassati. La puntata finisce con la compagnia di nuovo in marcia, in direzione dell'Austria, mentre avviene la resa della Germania.

## Il nido delle aquile
- Titolo originale: Points
- Diretta da: Mikael Salomon
- Scritta da: Erik Jendresen ed Erik Bork

### Trama
La Compagnia Easy è in viaggio verso l'Austria e lungo il tragitto entra a Berchtesgaden, quartier generale nazista: qui vi trovano palazzi, statue e vessilli, ma nessun nemico. I soldati della Easy (in particolare il Capitano Speirs) si danno al saccheggio di tutto ciò che trovano di valore, finché non viene dato loro l'ordine di salire sulla montagna sovrastante il villaggio e conquistare nientemeno che il Nido dell'Aquila di Hitler. Successivamente la compagnia si sposta ancora ed entra in Austria a Zell am See, un posto paradisiaco sulle rive dello Zeller See. Qui, nonostante il fatto che sul fronte occidentale la guerra sia finita, i soldati, nell'attesa di tornare a casa, continuano però a morire. Accidentalmente, per distrazione o per ubriachezza, i morti aumentano, e addirittura un soldato ubriaco spara in testa al sergente Chuck Grant, dopo aver ucciso due tedeschi.
La serie si conclude dapprima con l'assegnazione di posti privilegiati ad alcuni membri della compagnia, poi con una partita a baseball in cui viene descritta la vita successiva alla guerra dei componenti della Easy. In conclusione vengono presentate altre interviste ai reduci ancora in vita, di cui finalmente vengono svelate le identità. Le parole conclusive della serie sono una citazione dell'Enrico V di Shakespeare (atto IV, scena III) da parte di Carwood Lipton, da cui viene tratto il titolo: